# Rue Étroite (Toulouse)
Pour les articles homonymes, voir Rue Étroite.
La rue Étroite (en occitan : carrièra Estreta) est une voie de Toulouse, chef-lieu de la région Occitanie, dans le Midi de la France.

## Situation et accès

### Description
La rue Étroite est une voie publique. Elle se situe dans le quartier Capitole, dans le secteur 1 - Centre.
Longue de 57 mètres, elle naît perpendiculairement au quai Lucien-Lombard et suit un cours rectiligne, orienté au nord-est. Elle n'est large que de 2,5 mètres dans ses parties les plus étroites, puis s'élargit à 4 mètres en débouchant sur la rue des Blanchers. Elle est prolongée au nord par la rue Alexis-Larrey qui aboutit à la rue Pargaminières au niveau de l'îlot Valade.
La rue Étroite n'est pas véritablement piétonne, puisqu'elle est accessible à la circulation du côté du quai Lucien-Lombard comme de la rue des Blanchers : l'accès en est cependant généralement fermé des deux côtés par des potelets amovibles. Elle appartient à une zone de rencontre et la vitesse y est limitée à 20 km/h. Il n'existe pas de bande, ni de piste cyclable, quoiqu'elle soit à double-sens cyclable.

### Voies rencontrées
La rue Étroite rencontre les voies suivantes, dans l'ordre des numéros croissants :
1. Quai Lucien-Lombard
2. Rue des Blanchers

### Transports
Le rue Étroite n'est pas directement parcourue par les transports en commun Tisséo. Elle se trouve cependant à proximité immédiate de la place de la Daurade, traversée et desservie par la navette Ville. 
Plusieurs stations de vélos en libre-service VélôToulouse se trouvent également dans les rues voisines : les stations no 11 (2 place de la Daurade) et no 28 (6 place Saint-Pierre).

## Odonymie

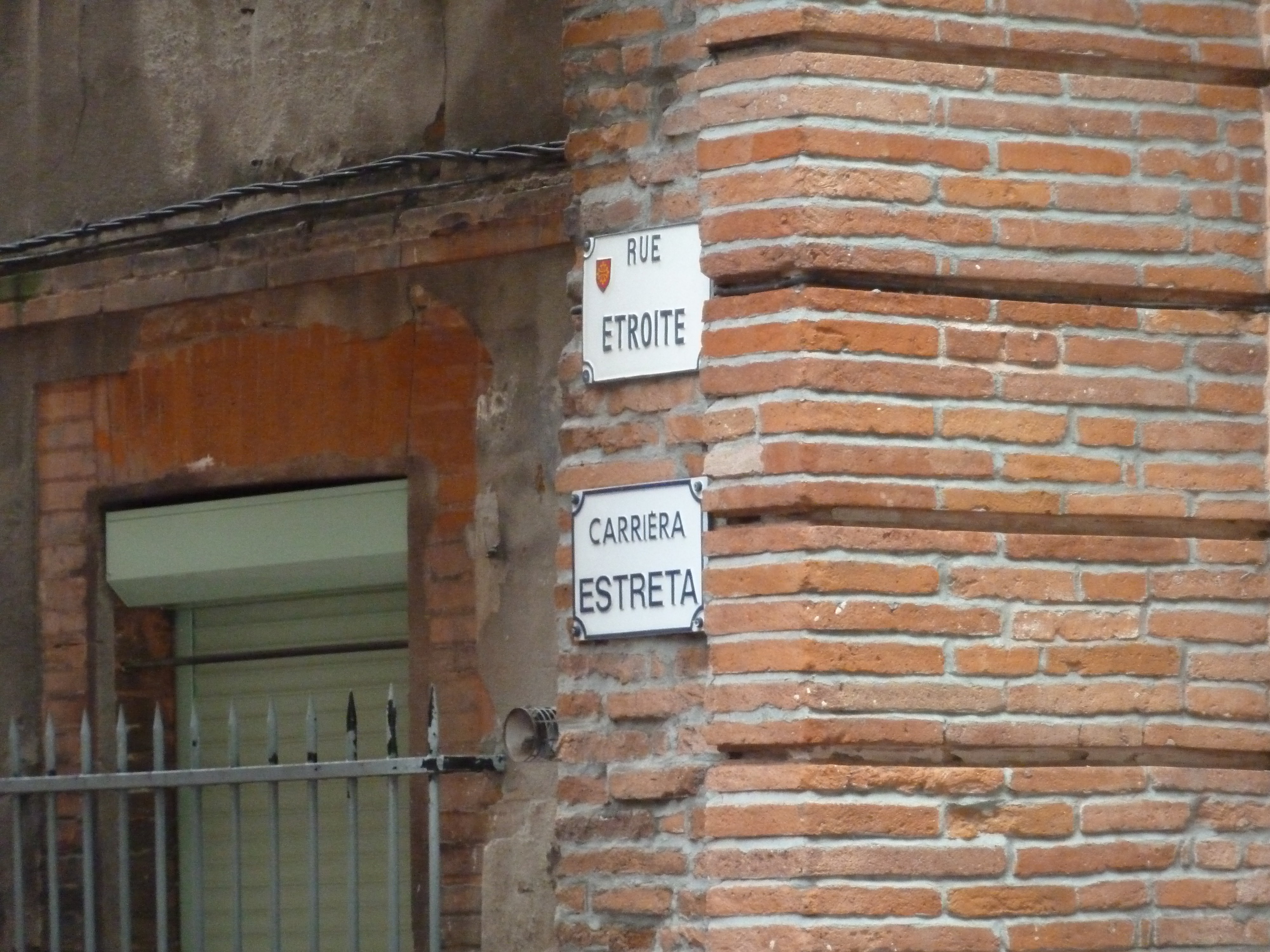
Plaques de rue en français et en occitan.

Au XVe siècle, la rue était désignée comme la rue de la Roquette (ou de la Rouquette). L'origine en est inconnue : peut-être faut-il rapprocher ce nom d'un éventuel affleurement rocheux (roqueta, « petite roche » en occitan) qui se trouvait sur la grève, en bord de Garonne. Un port du même nom se trouvait d'ailleurs plus en amont, à la pointe nord de l'île de Tounis. En 1794, pendant la Révolution française, la rue prit le nom de rue l'Obéissance, mais il ne se conserva pas. Finalement, en 1806, la rue prit officiellement son nom actuel, qu'elle doit effectivement à son étroitesse.

## Histoire
Au XVe siècle, il existe une étroite ruelle qui, descendant de la rue des Pescadous (actuelle rue des Blanchers), descend vers les bords de la Garonne. En 1651, elle est fermée, à la demande des habitants, à cause des détritus qu'on y jette.
Au XVIIIe siècle, la construction du quai transforme la rue, qui n'a désormais plus accès au fleuve.